# Alfredo Spasciani
Alfredo Spasciani (ur.  w 1891, zm. ?) – włoski bobsleista, olimpijczyk.

## Występy na IO
| Rok  | Igrzyska Olimpijskie | Konkurencja             | Wyniki                                 |
| 1924 | Chamonix             | czwórki/piątki mężczyzn | DNS w 2, 3, 4 ślizgu; nieklasyfikowany |